# Canton de Douvrin
Le canton de Douvrin est une circonscription électorale française située dans le département du Pas-de-Calais et la région Hauts-de-France.
À la suite du redécoupage cantonal de 2014, les limites territoriales du canton sont remaniées. Le nombre de communes du canton passe de 5 à 14.

## Géographie

Le canton de Douvrin dans l'arrondissement de Béthune

Ce canton est organisé autour de Douvrin dans l'arrondissement de Béthune. Son altitude varie de 17 m (Billy-Berclau) à 47 m (Haisnes) pour une altitude moyenne de 24 m.

## Histoire
Le canton a été créé en 1992.

## Représentation

### Représentation avant 2015
| Période | Période | Identité        | Étiquette | Qualité |
| ------- | ------- | --------------- | --------- | --- |
| 1992    | 2004    | Rémy Auchedé    | PCF       | Enseignant du deuxième cycle, professeur de dessin technique Député (1986-1988 et 1993-1997) Ancien adjoint au maire de Calais (1971-1977) Conseiller municipal de Billy-Berclau |
| 2004    | 2011    | Fabien Pruvot   | PS        | Maire de Haisnes (1997-2008) |
| 2011    | 2015    | Frédéric Wallet | PS        | Ostéopathe Maire de Haisnes depuis 2008 |

### Représentation à partir de 2015
| Période élective | Période élective | Mandat | Mandat   | Identité          | Nuance | Nuance | Qualité |
| ---------------- | ---------------- | ------ | -------- | ----------------- | ------ | ------ | --- |
| 2015             | 2021             | 2015   | 2021     | Odette Duriez     |        | PS     | Comptable Ancienne conseillère générale du Canton de Cambrin (2004-2015) 2e Vice-présidente du Conseil départemental (autonomie, personnes âgées) |
| 2015             | 2021             | 2015   | 2021     | Frédéric Wallet   |        | PS     | Ostéopathe Maire de Haisnes |
| 2021             | 2028             | 2021   | en cours | Alain de Carrion  |        | MRC    | Artisan Maire de Vermelles Membre du Mouvement des citoyens                                                                                       |
| 2021             | 2028             | 2021   | en cours | Séverine Gosselin |        | DVG    | Principale de collège, ancienne adjointe au maire de Douvrin                                                                                      |

### Résultats détaillés

#### Élections de mars 2015
À l'issue du 1er tour des élections départementales de 2015, deux binômes sont en ballottage : Dalila Decobert et Didier Delelis (FN, 41,61 %) et Odette Duriez et Frédéric Wallet (Union de la Gauche, 30,93 %). Le taux de participation est de 51,92 % (16 115 votants sur 31 036 inscrits) contre 51,81 % au niveau départemental et 50,17 % au niveau national.
Au second tour, Odette Duriez et Frédéric Wallet (Union de la Gauche) sont élus avec 50,1 % des suffrages exprimés et un taux de participation de 51,99 % (7 424 voix pour 16 138 votants et 31 039 inscrits).

#### Élections de juin 2021
Le premier tour des élections départementales de 2021 est marqué par un très faible taux de participation (33,26 % au niveau national). Dans le canton de Douvrin, ce taux de participation est de 33,34 % (10 673 votants sur 32 016 inscrits) contre 35,19 % au niveau départemental. À l'issue de ce premier tour, deux binômes sont en ballottage : Alain de Carrion et Séverine Gosselin (DVG, 32,78 %) et Sylvie Creton et Thomas Morelle (RN, 30,75 %).
Le second tour des élections est marqué une nouvelle fois par une abstention massive équivalente au premier tour. Les taux de participation sont de 34,36 % au niveau national, 34,96 % dans le département et 33,68 % dans le canton de Douvrin. Alain de Carrion et Séverine Gosselin (DVG) sont élus avec 58,79 % des suffrages exprimés (5 859 voix pour 10 788 votants et 32 029 inscrits),,. 

## Composition

### Composition avant 2015

Situation du canton de Douvrin dans le département du Pas-de-Calais avant 2015.

Le canton de Douvrin regroupait 5 communes.
| Nom                    | Code Insee | Codepostal | Superficie (km2) | Population (dernière pop. légale) | Densité (hab./km2) |
| ---------------------- | ---------- | ---------- | ---------------- | --------------------------------- | ------------------ |
| Douvrin (chef-lieu)    | 62276      | 62138      | 9,58             | 5 023 (2012)                      | 524                |
| Billy-Berclau          | 62132      | 62138      | 7,41             | 4 478 (2012)                      | 604                |
| Givenchy-lès-la-Bassée | 62373      | 62149      | 3,89             | 998 (2012)                        | 257                |
| Haisnes                | 62401      | 62138      | 5,58             | 4 405 (2012)                      | 789                |
| Violaines              | 62863      | 62138      | 10,01            | 3 671 (2012)                      | 367                |

### Composition depuis 2015
Le nouveau canton de Douvrin comprend 14 communes entières.
| Nom                             | Code Insee | Intercommunalité                       | Superficie (km2) | Population (dernière pop. légale) | Densité (hab./km2) | Modifier                                    |
| ------------------------------- | ---------- | -------------------------------------- | ---------------- | --------------------------------- | ------------------ | ------------------------------------------- |
| Douvrin (bureau centralisateur) | 62276      | CA de Béthune-Bruay, Artois-Lys Romane | 9,58             | 5 799 (2022)                      | 605                | modifier les données · modifier les données |
| Annequin                        | 62034      | CA de Béthune-Bruay, Artois-Lys Romane | 3,99             | 2 147 (2022)                      | 538                | modifier les données · modifier les données |
| Auchy-les-Mines                 | 62051      | CA de Béthune-Bruay, Artois-Lys Romane | 5,10             | 4 642 (2022)                      | 910                | modifier les données · modifier les données |
| Billy-Berclau                   | 62132      | CA de Béthune-Bruay, Artois-Lys Romane | 7,41             | 5 076 (2022)                      | 685                | modifier les données · modifier les données |
| Cambrin                         | 62200      | CA de Béthune-Bruay, Artois-Lys Romane | 1,77             | 1 250 (2022)                      | 706                | modifier les données · modifier les données |
| Cuinchy                         | 62262      | CA de Béthune-Bruay, Artois-Lys Romane | 4,15             | 1 784 (2022)                      | 430                | modifier les données · modifier les données |
| Festubert                       | 62330      | CA de Béthune-Bruay, Artois-Lys Romane | 7,64             | 1 253 (2022)                      | 164                | modifier les données · modifier les données |
| Givenchy-lès-la-Bassée          | 62373      | CA de Béthune-Bruay, Artois-Lys Romane | 3,89             | 989 (2022)                        | 254                | modifier les données · modifier les données |
| Haisnes                         | 62401      | CA de Béthune-Bruay, Artois-Lys Romane | 5,58             | 4 411 (2022)                      | 791                | modifier les données · modifier les données |
| Lorgies                         | 62529      | CA de Béthune-Bruay, Artois-Lys Romane | 6,84             | 1 630 (2022)                      | 238                | modifier les données · modifier les données |
| Noyelles-lès-Vermelles          | 62626      | CA de Béthune-Bruay, Artois-Lys Romane | 2,53             | 2 278 (2022)                      | 900                | modifier les données · modifier les données |
| Sailly-Labourse                 | 62735      | CA de Béthune-Bruay, Artois-Lys Romane | 6,02             | 2 535 (2022)                      | 421                | modifier les données · modifier les données |
| Vermelles                       | 62846      | CA de Béthune-Bruay, Artois-Lys Romane | 10,39            | 4 729 (2022)                      | 455                | modifier les données · modifier les données |
| Violaines                       | 62863      | CA de Béthune-Bruay, Artois-Lys Romane | 10,01            | 3 844 (2022)                      | 384                | modifier les données · modifier les données |
| Canton de Douvrin               | 6223       |                                        | 84,90            | 42 367 (2022)                     | 499                | modifier les données                        |

## Démographie

### Démographie avant 2015
| 1999   | 2006   | 2011   | 2012   |
| ------ | ------ | ------ | ------ |
| 18 437 | 18 224 | 18 572 | 18 575 |

### Démographie depuis 2015
En 2022, le canton comptait 42 367 habitants, en évolution de +3,42 % par rapport à 2016 (Pas-de-Calais : −0,72 %, France hors Mayotte : +2,11 %).
| 2013   | 2018   | 2022   |
| ------ | ------ | ------ |
| 40 293 | 41 560 | 42 367 |